# Антон Драндар
Антон Георгиев (Хаджигеоргиев) Драндар с псевдоним А. Брутус (на френски: Antoine G. Drandar) е виден български общественик, книжовник и публицист.

## Биография
Роден е през 1837 година в град Велес, тогава в Османската империя, днес в Северна Македония в семейството на хаджи Георги и Мария Драндар. Баща му през 1836 година получава от султан Махмуд II берат за свободно пътуване. Учи в Будапеща от 1850 година, където завършва лицея Сони, а по-късно право, политика и дипломация във Виена и Лондон. След завършване на университетското си образование Драндар живее дълго в Англия, Франция, Холандия, Белгия, Швейцария, Испания и Германия, като се отдава на сериозна работа, изучавайки политическата организация и нравите във всяка от тези държави. Връща се в българските земи и става търговец в Солун.
В писмо до Георги Раковски от 17 юни 1862 година Димитър Карамфилович пише:
| „ | Само двамата со господ. Антония Драндаровича... що се ежедневно бориме с тукашните ни сограждане българе, в които духат фенерско-гръцкиат вкоренил им се е и се не можи тъй лесно отрве и преправи, но хвала Богу, постепенно остануват се и мога ся реча, почти са заборавили вече що е това грък... Ваший от чисто блгарско срдце искр приятел Д.П.Карамфилович. | “ |

След Руско-турската война Драндар се мести в столицата на новоосвободена България и работи като заместник-председател на Градския съд, а по-късно в Министерство на външните работи организира първото пресцентър бюро в България.
В 1884 година Драндар издава на френски книгата Cinq ans de regne. Le prince Alexandre de Battenberg en Bulgarie (Княз Александър Батенберг в България. Петте години князуване). Иван Вазов пише в рецензията си за книгата:
| „ | Г. А. Драндар, който е в България от освобождението ѝ и е бил дописник на разни европейски вестници даде ни да видим една книга, назначена да запознае европейския свят с България, написана от българин. Книгата на г. Драндара е написана на френски. Доколко е изпълни сполучливо тоя труд, за това свидетелствуват добрите отзиви, с които се прие изобщо в Европа. Г. Лавеле посвети на книгата една твърде симпатична статия. В нея са изложени всичките събития от освобождението на България до възстановяването на коституцията. Г. Драндар не е всякога безпристрастен в съжденията си за лицата и работите, но това е почти невъзможно да се иска от един списател, който не е можел да се отнася безучастно към събитията, които описва. Впрочем той не крие своите симпатии и антипатии. Качествата, които отличават както изложението, тъй и язикът, удвояват интереса, който представлява само по себе си книгата... | “ |

Драндар е дописник на различни големи немски, френски и английски вестници, като засяга въпроси на балканската политика. В българските периодични издания пише по педагогически въпроси. Личен секретар е на царица Елеонора.
Умира в 1925 година в София. Носител е на български орден „За граждански заслуги“, втора степен (1898, 1907), Златен медал за изкуство и наука, френския орден на Академичните палми (1900), сръбския „Свети Сава“, трета степен (1899), и черногорския „Данило“ (1902, 1907), „Свети Станислав“, втора степен (1907), „Свети Александър“, втора степен (1917).

## Съчинения
- „Положението на християните в Македония“, Лайпциг, 1867
- „Турската администрация в Македония“, Лайпциг, 1868
- „Въпросът за капитулациите и премахването им в Княжество България“, Париж, 1883
- „Търговските договори и въпросът за данъците и акцизите в България“ Париж
- „Княз Александър Батенберг в България. Петте години князуване“, Париж, 1884
- „Политическите събития в България. От 1876 до наши дни“, Брюксел, 1896[5]
- „Положението на славяните и румънците в Австро-Унгария“ Брюксел, 1900
- „По повод едно движение в Македония“, Брюксел, 1900
- „България под управлението на княз Фердинанд“, 1908

- Les événements politiques en Bulgarie, depuis 1876 jusqu’à nos jours
- La bulgarie sous le Prince Ferdinand 1887 – 1908
- A propos d'un mouvement en Macédoine, 1900